# Friedrich Wilhelm Gottfried Arnd von Kleist

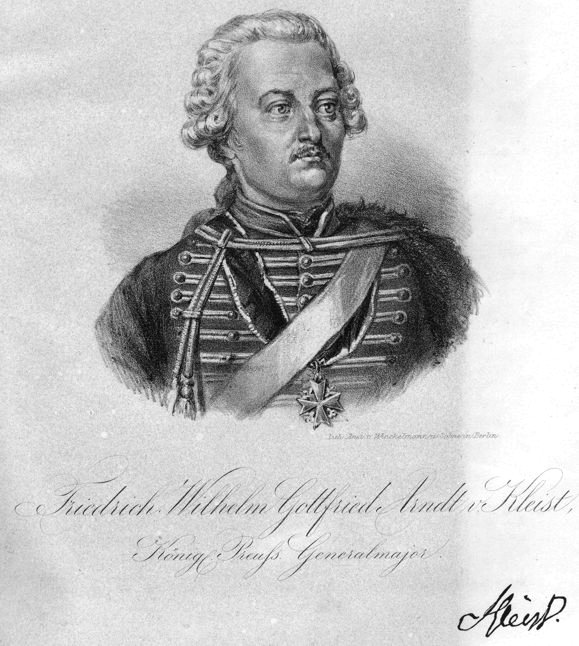
Friedrich Wilhelm Gottfried Arndt von Kleist

Friedrich Wilhelm Gottfried Arnd von Kleist genannt: der grüne Kleist (* 29. August 1724 in Potsdam; † 28. August 1767 in Jeschkendorf bei Liegnitz) war königlich preußischer Offizier, zuletzt im Range eines Generalmajors. Im Siebenjährigen Krieg organisierte und befehligte er das Freikorps von Kleist.

## Familie
Friedrich Wilhelm Gottfried Arnd von Kleist entstammte der Familie von Kleist, war der vierte Sohn des königlich preußischen Obersts und Erbherrn auf Schmenzin und Stavenow, Andreas Joachim von Kleist (1678–1738) und der Marie Elisabeth von Hake (1700–1758). Er blieb selbst unvermählt, hatte 15 Geschwister und setzte seinen jüngsten Bruder Generalmajor Hans Reimar von Kleist (1736–1806) als Universalerben ein.

## Leben

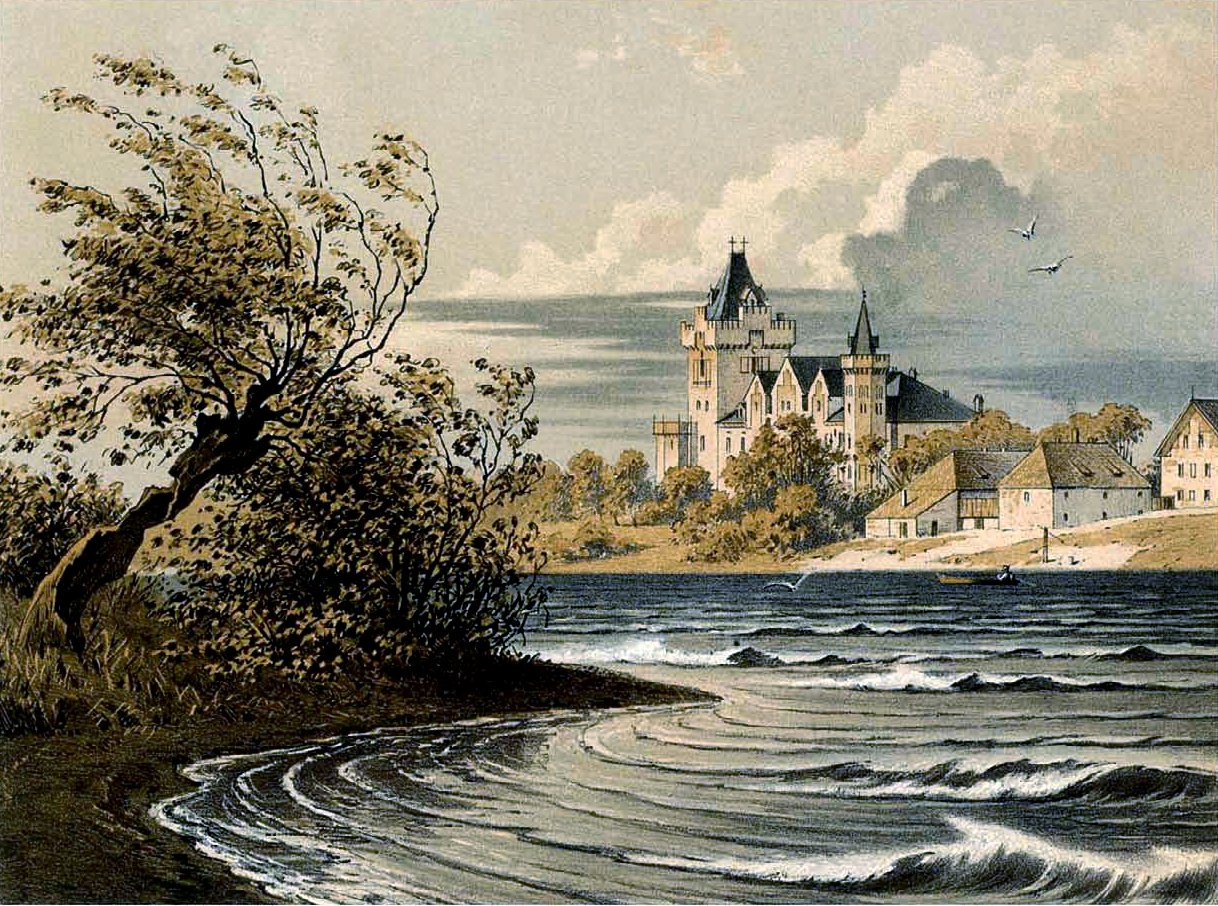
Schloss Jeschkendorf, Sammlung Alexander Duncker

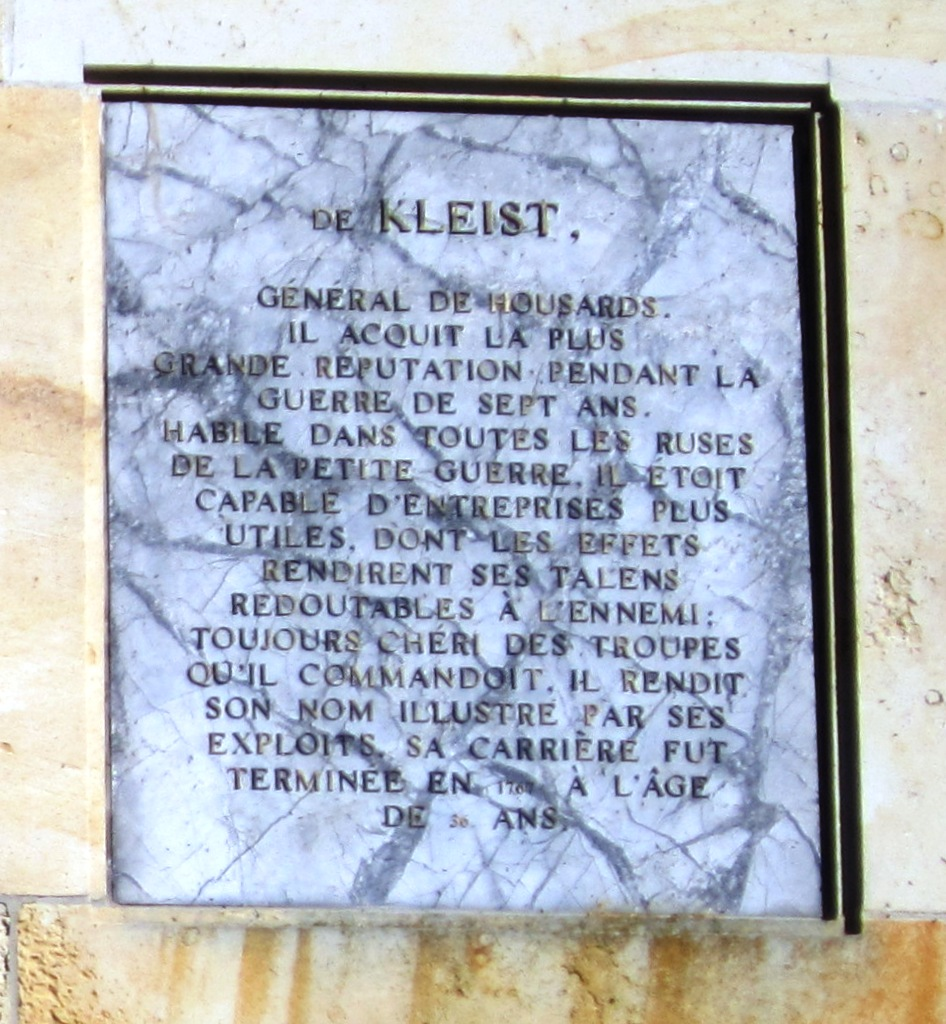
Ehrentafel für Kleist am Obelisken von Schloss Rheinsberg

Kleist begann seine Laufbahn 20-jährig beim Kürassierregiment Gensdarmes in Berlin. 1756 wurde er vom König zum Major ernannt und zum Husarenregiment Szekely versetzt.
Im Seydlitz’schen Husarengefecht bei Gotha am 19. September 1757 zeichnete sich Kleist aus und erhielt den Orden Pour le Mérite. 1760 zum Oberst befördert wurde er Chef eines aus 22 Schwadronen Husaren und Dragonern bestehenden sogenannten Croatenbataillon und einem Fußjägerkorps zusammengesetzten Freikorps.
Bereits 1759 wurde er Chef der grünen Husaren und blieb dies bis zu seinem Tode. 1762 erfolgte die Beförderung zum Generalmajor.
Kleist, von Freund und Feind geachtet wegen seiner Charakterzüge und seines militärischen Geschicks, wurde mit seiner Figur am Sockel des Reiterstandbilds Friedrichs des Großen in Berlin, neben der Reiterfigur des Herzogs Ferdinand von Braunschweig, geehrt. Prinz Heinrich von Preußen widmete ihm eine Gedenktafel auf seinem Rheinsberger Obelisken.